# Marie Antoinette von Lowzow
Marie Antoinette von Lowzow, född Bille-Brahe-Selby 30 augusti 1899 i Stensgård, Svanninge sogn, död 7 maj 1985, var en dansk komtessa, frimurare, kommendör och politiker för Det Konservative Folkeparti. Hon var folketingsledamot 1950–1968 och ledamot i Köpenhamns kommunfullmäktige 1950–1954.
Marie Antoinette von Lowzow var dotter till länsgreven Hendrik Bille-Brahe-Selby (1870–1938) och Ellen Basse Fønss (1876–1949). Modern var teosof, frimurare och homeopat. Marie Antoinette von Lowzow fick privatundervisning och studerade även fysik och kemi på egen hand. Hon tog ämneslärarexamen i stenografi, studentexamen från N. Zahles Skole 1919 och Examen philosophicum 1920. Hon studerade sedan vid Polyteknisk Læreanstalt med ambitionen att bli elektroingenjör. Hon övergav dock dessa planer i samband med att hon blev gift 1923 med kommendör Knud Krieger von Lowzow. Hon blev en engagerad frimurare och var ledare av den skandinaviska avdelningen för logen Det Universelle Co-Frimureri.
Under andra världskriget var von Lowzow ledare för Danske Kvinders Beredskabs köpenhamnsavdelning (1940-1945). Efter kriget lät hon upprätta Kvindeligt Marinekorps 1946 och efter att det inlemmades i det danska hemvärnet 1949 blev hon kommendör i denna (1962–1966). Hon var under en tid även engagerad i Folkevirke.
Partipolitiskt var von Lowzow engagerad i Det Konservative Folkeparti och var ledamot i både Köpenhamns kommunfullmäktige (1950–1954) och i Folketinget (1950–1968). Rikspolitiskt tog hon sig särskilt an utrikes-, finans- och försvarspolitiska frågor; Hon var bl.a. ledamot i utrikesnämnden (1957–1958), dansk FN-delegat (1957–1958), dansk delegat i Europarådet (1959–1968) och partiets representant i Natos parlamentariska församling. Hon förespråkade bl.a. ett utbyggt och effektivt civilförsvar med lika hög prioritet som det militära försvaret. Hon ansåg även att kvinnorna skulle inta en mer betydande roll i det danska försvaret, bl.a. genom att de skulle påläggas civilplikt.
1967 blev hon, som första kvinna, ordförande av Det Danske Selskab. Hon utnämndes till riddare av Dannebrogsorden 1956 och 1966 till riddare av 1:a graden.